# Mińska Fabryka Traktorów
Mińska Fabryka Traktorów (również Mińskie Zakłady Traktorowe, biał. Мінскі трактарны завод, Minski traktarny zawod, ang. Minsk Tractor Works, w skrócie MTZ – МТЗ) – białoruski holding przedsiębiorstw zajmujących się produkcją maszyn, przede wszystkim ciągników rolniczych pod marką Belarus (Biełarus) oraz MTZ, z główną siedzibą w Mińsku.
W latach 1946–1991 radzieckie przedsiębiorstwo państwowe o tej nazwie (ros. Минский тракторный завод, Minskij traktornyj zawod).

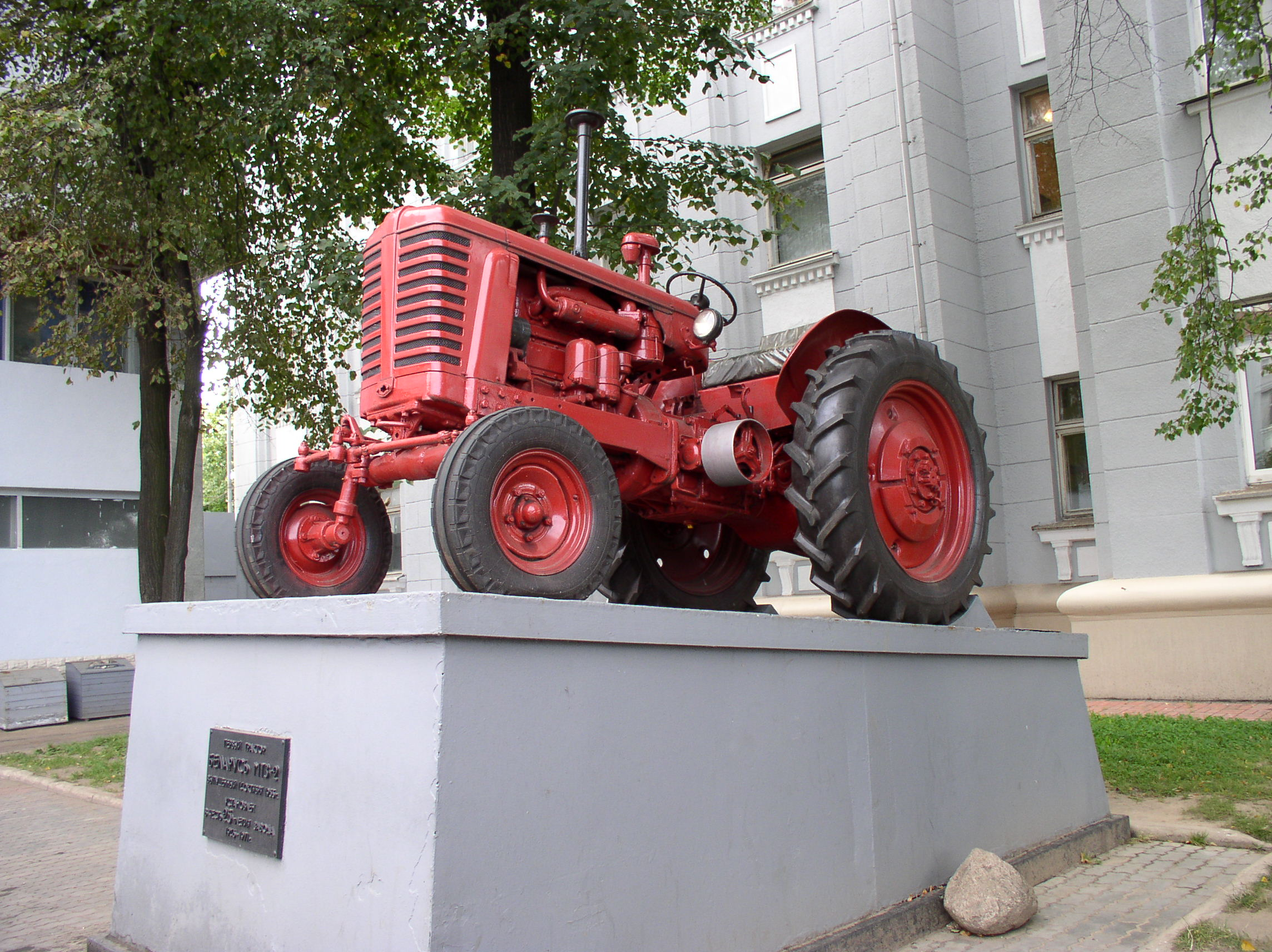
Ciągnik MTZ-2

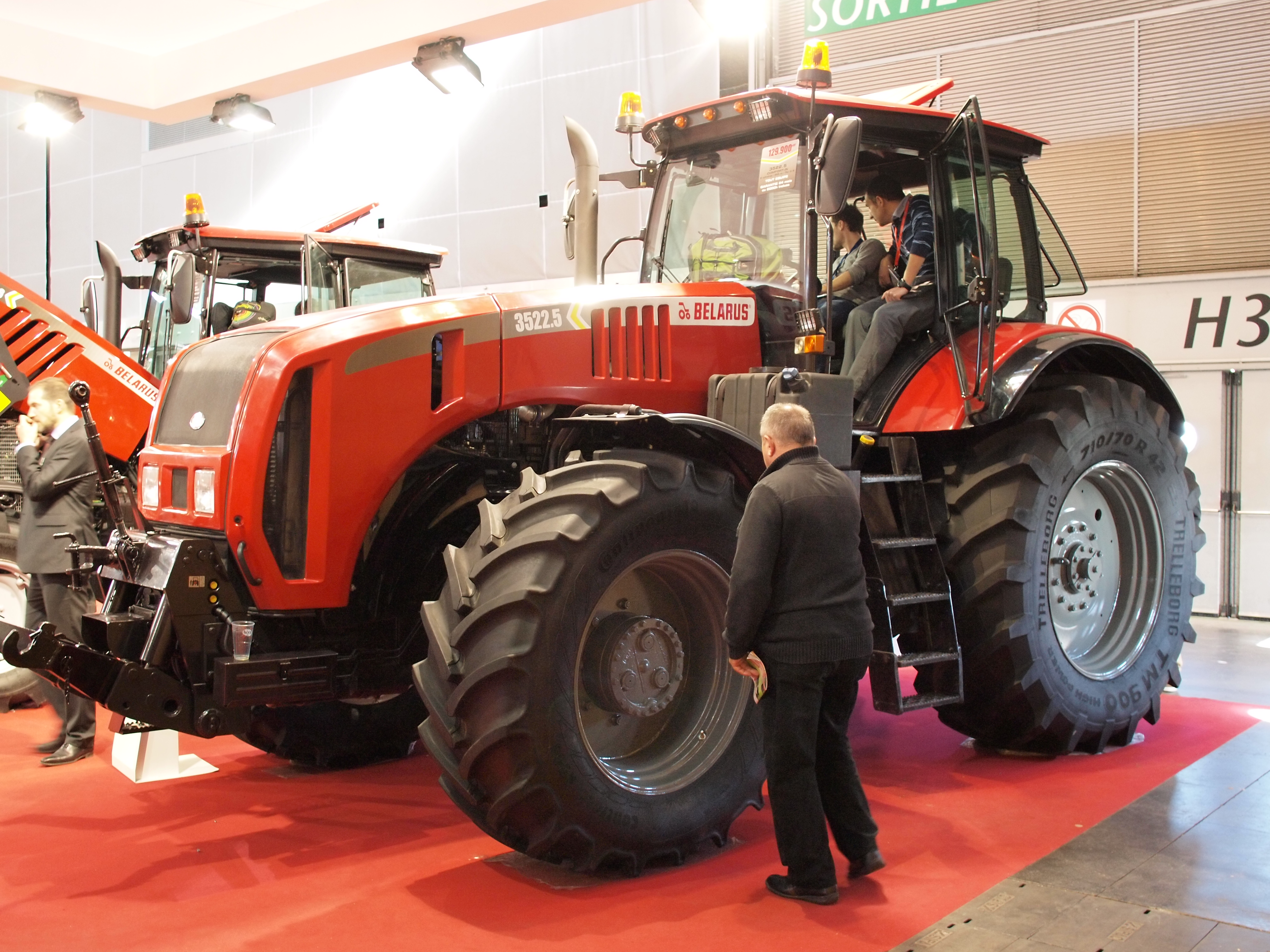
Ciągnik Belarus 3522

Ciągniki rolnicze MTZ produkowane są pod marką Biełarus (biał. Беларус), w transliteracji międzynarodowej: Belarus. Do czasu rozpadu ZSRR nazwa brzmiała Biełaruś (biał. Беларусь).
W 2022 roku MTZ został umieszczone na listach sankcyjnych Kanady i Ukrainy.

## Kalendarium historyczne
- 29 maja 1946 – założenie fabryki MTZ, na bazie 453. Zakładów Lotniczych w Mińsku[4]
- 1949 – głównym konstruktorem został Iwan Drong, na którym stanowisku pozostawał do 1963 roku[5]
- 4 listopada 1950 – rozpoczęto produkcję ciągnika gąsienicowego Kirowiec KD-35 zaprojektowanego w Lipieckiej Fabryce Traktorów. Posiadał on 37-konny 4-cylindrowy silnik D-35[6].
- 14 października 1953 – rozpoczęto seryjną produkcję ciągników kołowych własnej konstrukcji MTZ-1 i MTZ-2 o mocy 37 KM[4], pierwszych pod marką Biełaruś
- 1956 – rozpoczęto produkcję gąsienicowego ciągnika leśnego TDT-40[4]
- 1957 – rozpoczęto produkcję ciągnika MTZ-5
- 1958 – rozpoczęto produkcję ciągnika MTZ-7 z przednim mostem napędowym zaczerpniętym z samochodu terenowego GAZ-67, który po początkowych problemach został zamieniony na most z samochodu GAZ-63
- 1962 – rozpoczęto produkcję ciągnika MTZ-50 wyposażonego w 55-konny silnik i 9-biegową przekładnię
- 1974 – do produkcji seryjnej został wprowadzony ciągnik MTZ-80 oraz MTZ-82 z silnikiem D-240
- 1984 wyprodukowanie 2-milionowego ciągnika, wprowadzenie do produkcji ciągnika MTZ-100 i MTZ-102 z silnikiem D-245[7]
- 1992 – rozpoczął się montaż ciągników MTZ w Narwi przez firmę Pronar
- 8 czerwca 1995 – 3-milionowy ciągnik został wyprodukowany
- 2005 – w ciągu roku wyprodukowano 40 tysięcy ciągników „Belarus”
- 2009 – na targach Agritechnica ciągnik Belarus 3023 wyprodukowany wraz z rosyjskim koncernem Ruselprom zdobył srebrny medal[8]

## Miejsce represji
Badacze sowieckich zbrodni popełnionych na terytorium Białorusi wskazują teren fabryki jako miejsce komunistycznych represji. Historyk Ihar Kuzniacou uważa, że jest to jedno z kilku miejsc, gdzie mogą spoczywać zamordowani przez NKWD polscy oficerowie z tzw. “białoruskiej listy katyńskiej”.